# Unicodeblock Lateinisch, erweitert-F
Der Unicodeblock Lateinisch, erweitert-F (engl. Latin Extended-F, 10780 bis U+107BF) enthält lateinische Schriftzeichen, mit denen fast alle IPA- und extIPA-Zeichen für die phonetische Transkription dargestellt werden können. Die Blöcke Lateinisch, erweitert-F und Lateinisch, erweitert-G enthalten die ersten lateinischen Buchstaben außerhalb der Basic Multilingual Plane (BMP).
Derzeit (Stand: 2022) unterstützen nur wenige Schriftarten die Zeichen, unter anderem Gentium, Andika 6.1 und Symbola 14.0.

## Tabelle
Alle Zeichen haben die allgemeine Kategorie „Modifizierender Buchstabe“ und die bidirektionale Klasse „von links nach rechts“.
Der Block ist erst mit Standard 14.0.0 definiert und deshalb dürfte es bisher kaum Fonts für die Darstellung geben. Siehe Einleitung für unterstützende Fonts.
| Unicodenummer   | Zeichen (400 %) | Offizielle Bezeichnung                                          | Beschreibung                                                                                   |
| --------------- | --------------- | --------------------------------------------------------------- | ---------------------------------------------------------------------------------------------- |
| U+10780 (67456) | 𐞀               | MODIFIER LETTER SMALL CAPITAL AA                                | Modifizierendes lateinisches Kapitälchen AA                                                    |
| U+10781 (67457) | 𐞁               | MODIFIER LETTER SUPERSCRIPT TRIANGULAR COLON                    | Modifizierender hochgestellter dreieckiger Doppelpunkt                                         |
| U+10782 (67458) | 𐞂               | MODIFIER LETTER SUPERSCRIPT HALF TRIANGULAR COLON               | Modifizierender hochgestellter halbierter dreieckiger Doppelpunkt                              |
| U+10783 (67459) | 𐞃               | MODIFIER LETTER SMALL AE                                        | Modifizierender lateinischer Kleinbuchstabe AE                                                 |
| U+10784 (67460) | 𐞄               | MODIFIER LETTER SMALL CAPITAL B                                 | Modifizierendes lateinisches Kapitälchen B                                                     |
| U+10785 (67461) | 𐞅               | MODIFIER LETTER SMALL B WITH HOOK                               | Modifizierender lateinischer Kleinbuchstabe B mit Haken                                        |
| U+10787 (67463) | 𐞇               | MODIFIER LETTER SMALL DZ DIGRAPH                                | Modifizierender lateinischer Kleinbuchstabe dz-Ligatur                                         |
| U+10788 (67464) | 𐞈               | MODIFIER LETTER SMALL DZ DIGRAPH WITH RETROFLEX HOOK            | Modifizierender lateinischer Kleinbuchstabe dz-Ligatur mit Retroflexionshaken                  |
| U+10789 (67465) | 𐞉               | MODIFIER LETTER SMALL DZ DIGRAPH WITH CURL                      | Modifizierender lateinischer Kleinbuchstabe dz-Ligatur mit Kringel                             |
| U+1078A (67466) | 𐞊               | MODIFIER LETTER SMALL DEZH DIGRAPH                              | Modifizierender lateinischer Kleinbuchstabe dz-Ligatur mit Unterschlinge                       |
| U+1078B (67467) | 𐞋               | MODIFIER LETTER SMALL D WITH TAIL                               | Modifizierender lateinischer Kleinbuchstabe D mit Schwanz                                      |
| U+1078C (67468) | 𐞌               | MODIFIER LETTER SMALL D WITH HOOK                               | Modifizierender lateinischer Kleinbuchstabe D mit Haken                                        |
| U+1078D (67469) | 𐞍               | MODIFIER LETTER SMALL D WITH HOOK AND TAIL                      | Modifizierender lateinischer Kleinbuchstabe D mit Schwanz und Haken                            |
| U+1078E (67470) | 𐞎               | MODIFIER LETTER SMALL REVERSED E                                | Modifizierender lateinischer Kleinbuchstabe gewendetes E                                       |
| U+1078F (67471) | 𐞏               | MODIFIER LETTER SMALL CLOSED REVERSED OPEN E                    | Modifizierender lateinischer Kleinbuchstabe geschlossenes gewendetes offenes E                 |
| U+10790 (67472) | 𐞐               | MODIFIER LETTER SMALL FENG DIGRAPH                              | Modifizierender lateinischer Kleinbuchstabe f-Eng-Ligatur                                      |
| U+10791 (67473) | 𐞑               | MODIFIER LETTER SMALL RAMS HORN                                 | Modifizierender lateinischer Kleinbuchstabe Widderhorn                                         |
| U+10792 (67474) | 𐞒               | MODIFIER LETTER SMALL CAPITAL G                                 | Modifizierendes lateinisches Kapitälchen G                                                     |
| U+10793 (67475) | 𐞓               | MODIFIER LETTER SMALL G WITH HOOK                               | Modifizierender lateinischer Kleinbuchstabe G mit Haken                                        |
| U+10794 (67476) | 𐞔               | MODIFIER LETTER SMALL CAPITAL G WITH HOOK                       | Modifizierendes lateinisches Kapitälchen G mit Haken                                           |
| U+10795 (67477) | 𐞕               | MODIFIER LETTER SMALL H WITH STROKE                             | Modifizierender lateinischer Kleinbuchstabe H mit Strich                                       |
| U+10796 (67478) | 𐞖               | MODIFIER LETTER SMALL CAPITAL H                                 | Modifizierendes lateinisches Kapitälchen H                                                     |
| U+10797 (67479) | 𐞗               | MODIFIER LETTER SMALL HENG WITH HOOK                            | Modifizierender lateinischer Kleinbuchstabe Heng mit Haken                                     |
| U+10798 (67480) | 𐞘               | MODIFIER LETTER SMALL DOTLESS J WITH STROKE AND HOOK            | Modifizierender lateinischer Kleinbuchstabe punktloses J mit Strich und Haken                  |
| U+10799 (67481) | 𐞙               | MODIFIER LETTER SMALL LS DIGRAPH                                | Modifizierender lateinischer Kleinbuchstabe ls-Ligatur                                         |
| U+1079A (67482) | 𐞚               | MODIFIER LETTER SMALL LZ DIGRAPH                                | Modifizierender lateinischer Kleinbuchstabe lz-Ligatur                                         |
| U+1079B (67483) | 𐞛               | MODIFIER LETTER SMALL L WITH BELT                               | Modifizierender lateinischer Kleinbuchstabe L mit Gürtel                                       |
| U+1079C (67484) | 𐞜               | MODIFIER LETTER SMALL CAPITAL L WITH BELT                       | Modifizierendes lateinisches Kapitälchen L mit Gürtel                                          |
| U+1079D (67485) | 𐞝               | MODIFIER LETTER SMALL L WITH RETROFLEX HOOK AND BELT            | Modifizierender lateinischer Kleinbuchstabe L mit Retroflexhaken und Gürtel                    |
| U+1079E (67486) | 𐞞               | MODIFIER LETTER SMALL LEZH                                      | Modifizierender lateinischer Kleinbuchstabe Lezh                                               |
| U+1079F (67487) | 𐞟               | MODIFIER LETTER SMALL LEZH WITH RETROFLEX HOOK                  | Modifizierender lateinischer Kleinbuchstabe Lezh mit Retroflexhaken                            |
| U+107A0 (67488) | 𐞠               | MODIFIER LETTER SMALL TURNED Y                                  | Modifizierender lateinischer Kleinbuchstabe gedrehtes Y                                        |
| U+107A1 (67489) | 𐞡               | MODIFIER LETTER SMALL TURNED Y WITH BELT                        | Modifizierender lateinischer Kleinbuchstabe gedrehtes Y mit Gürtel                             |
| U+107A2 (67490) | 𐞢               | MODIFIER LETTER SMALL O WITH STROKE                             | Modifizierender lateinischer Kleinbuchstabe durchgestrichenes O                                |
| U+107A3 (67491) | 𐞣               | MODIFIER LETTER SMALL CAPITAL OE                                | Modifizierendes lateinisches Kapitälchen OE                                                    |
| U+107A4 (67492) | 𐞤               | MODIFIER LETTER SMALL CLOSED OMEGA                              | Modifizierender lateinischer Kleinbuchstabe geschlossenes Omega                                |
| U+107A5 (67493) | 𐞥               | MODIFIER LETTER SMALL Q                                         | Modifizierender lateinischer Kleinbuchstabe Q                                                  |
| U+107A6 (67494) | 𐞦               | MODIFIER LETTER SMALL TURNED R WITH LONG LEG                    | Modifizierender lateinischer Kleinbuchstabe gedrehtes R mit langem Bein                        |
| U+107A7 (67495) | 𐞧               | MODIFIER LETTER SMALL TURNED R WITH LONG LEG AND RETROFLEX HOOK | Modifizierender lateinischer Kleinbuchstabe gedrehtes R mit langem Bein und Retroflexionshaken |
| U+107A8 (67496) | 𐞨               | MODIFIER LETTER SMALL R WITH TAIL                               | Modifizierender lateinischer Kleinbuchstabe R mit Schwanz                                      |
| U+107A9 (67497) | 𐞩               | MODIFIER LETTER SMALL R WITH FISHHOOK                           | Modifizierender lateinischer Kleinbuchstabe R mit Angelhaken                                   |
| U+107AA (67498) | 𐞪               | MODIFIER LETTER SMALL CAPITAL R                                 | Modifizierendes lateinisches Kapitälchen R                                                     |
| U+107AB (67499) | 𐞫               | MODIFIER LETTER SMALL TC DIGRAPH WITH CURL                      | Modifizierender lateinischer Kleinbuchstabe tc-Ligatur mit Kringel                             |
| U+107AC (67500) | 𐞬               | MODIFIER LETTER SMALL TS DIGRAPH                                | Modifizierender lateinischer Kleinbuchstabe ts-Ligatur                                         |
| U+107AD (67501) | 𐞭               | MODIFIER LETTER SMALL TS DIGRAPH WITH RETROFLEX HOOK            | Modifizierender lateinischer Kleinbuchstabe ts-Ligatur mit Retroflexionshaken                  |
| U+107AE (67502) | 𐞮               | MODIFIER LETTER SMALL TESH DIGRAPH                              | Modifizierender lateinischer Kleinbuchstabe t-Esh-Ligatur                                      |
| U+107AF (67503) | 𐞯               | MODIFIER LETTER SMALL T WITH RETROFLEX HOOK                     | Modifizierender lateinischer Kleinbuchstabe T mit Retroflexionshaken                           |
| U+107B0 (67504) | 𐞰               | MODIFIER LETTER SMALL V WITH RIGHT HOOK                         | Modifizierender lateinischer Kleinbuchstabe V mit Haken rechts                                 |
| U+107B2 (67506) | 𐞲               | MODIFIER LETTER SMALL CAPITAL Y                                 | Modifizierendes lateinisches Kapitälchen Y                                                     |
| U+107B3 (67507) | 𐞳               | MODIFIER LETTER GLOTTAL STOP WITH STROKE                        | Modifizierender lateinischer Buchstabe Glottisverschlusslaut mit Strich                        |
| U+107B4 (67508) | 𐞴               | MODIFIER LETTER REVERSED GLOTTAL STOP WITH STROKE               | Modifizierender lateinischer Buchstabe gewendeter Glottisverschlusslaut mit Strich             |
| U+107B5 (67509) | 𐞵               | MODIFIER LETTER BILABIAL CLICK                                  | Modifizierender lateinischer Buchstabe bilabialer Klick                                        |
| U+107B6 (67510) | 𐞶               | MODIFIER LETTER DENTAL CLICK                                    | Modifizierender lateinischer Buchstabe dentaler Klick                                          |
| U+107B7 (67511) | 𐞷               | MODIFIER LETTER LATERAL CLICK                                   | Modifizierender lateinischer Buchstabe lateraler Klick                                         |
| U+107B8 (67512) | 𐞸               | MODIFIER LETTER ALVEOLAR CLICK                                  | Modifizierender lateinischer Buchstabe alveolarer Klick                                        |
| U+107B9 (67513) | 𐞹               | MODIFIER LETTER RETROFLEX CLICK WITH RETROFLEX HOOK             | Modifizierender lateinischer Buchstabe retroflexer Klick mit Retroflexhaken                    |
| U+107BA (67514) | 𐞺               | MODIFIER LETTER SMALL S WITH CURL                               | Modifizierender lateinischer Kleinbuchstabe S mit Kringel                                      |